# Col·legi Major Universitari Elías Ahúja
El Col·legi Major Elías Ahúja és un col·legi major masculí adscrit a la Universitat Complutense de Madrid. Inaugurat el 6 de novembre de 1969, la Fundació Elías Ahúja, propietària de l'edifici, va encomanar la seva direcció i gestió a l'Orde de Sant Agustí, institució religiosa que el regenta des de la seva obertura.
L'edifici va ser construït pels arquitectes Genaro Alas i Pedro Casariego a la Ciutat Universitària, en una cantonada tocant amb la zona de l'antic Stadium Metropolitano. Té capacitat per a 173 col·legials en habitacions individuals (compta amb una doble).
Entre les activitats que es realitzen periòdicament en aquest centre universitari destaca el seu Festival Solidari de música, les obres posades en escena pel seu grup de teatre La Ratonera i la seva societat de debats havent obtingut diversos reconeixements.
L'octubre del 2022 la Fiscalia de Madrid va obrir una investigació per delicte d'odi per una denúncia presentada pel Moviment contra la Intolerància a causa d'uns fets ocorregut en l'edifici residencial. Un vídeo publicat en xarxes socials i gravat des del Col·legi Major de Santa Mònica, situat davant, va mostrar es van fer crits d'assetjament sexual i misogínia. La direcció del col·legi va expulsar alguns dels protagonistes dels crits masclistes.